# Teungueth FC
Der Teungueth Football Club ist ein senegalesischer Fußballverein mit Sitz in Rufisque. Der Verein spielt aktuell in der ersten Liga des Landes.

## Geschichte
Der Club wurde im Jahr 2010 in Rufisque gegründet. Der größte Erfolg bisher war der Gewinn der senegalesischen Meisterschaft 2021.

## Erfolge
- Senegalesischer Meister: 2021, 2023/24

## Stadion
Der Verein trägt seine Heimspiele im Stade Amadou Barry in Guédiawaye aus.

## Trainerchronik
Stand: Juli 2022
| Trainer         | Nation  | von           | bis           |
| --------------- | ------- | ------------- | ------------- |
| Youssoupha Dabo | Senegal | 28. Juni 2019 | 19. Juni 2022 |
| Mbaye Badji     | Senegal | 11. Juli 2022 | heute         |